# Ichneumon faber
Ichneumon faber är en stekelart som beskrevs av Christ 1791. Ichneumon faber ingår i släktet Ichneumon och familjen brokparasitsteklar. Inga underarter finns listade i Catalogue of Life.